# Calosota plutarchi
Calosota plutarchi är en stekelart som beskrevs av Girault 1932. Calosota plutarchi ingår i släktet Calosota och familjen hoppglanssteklar. Inga underarter finns listade.